# 6007 Billevans
6007 Billevans è un asteroide della fascia principale. Scoperto nel 1990, presenta un'orbita caratterizzata da un semiasse maggiore pari a 2,4070107 UA e da un'eccentricità di 0,1954830, inclinata di 4,37463° rispetto all'eclittica.
L'asteroide è dedicato al pianista statunitense Bill Evans.